# Конрад III фон Вернигероде
Конрад III (IV) фон Вернигероде (на немски: Konrad III (IV) von Wernigerode; пр. 1297; † 22 юли 1339) е граф на Графство Вернигероде в Северен Харц.

## Произход
Той е син на граф Албрехт V фон Вернигероде († сл. 8 юни 1320/1323) и първата му съпруга с неизвестно име. Внук е на граф Конрад II фон Вернигероде († 1298) и съпругата му Ода фон Регенщайн († 1283), дъщеря на граф Зигфрид I фон Регенщайн († 1245) и принцеса София фон Анхалт († 1272/1274).
Той умира на 22 юли 1339 г. и е погребан в църквата Св. Силвестри, Вернигероде.

## Фамилия
Първи брак: пр. 1315 г. с принцеса Хелена фон Брауншвайг-Люнебург († ок. 4 март 1320, погребана в Св. Силвестри, Вернигероде), дъщеря на херцог Йохан I фон Брауншвайг-Люнебург († 1277) и Луитгард фон Холщайн († 1289). Те имат децата:
- Конрад IV/V 'Стари' († сл. 24 юни 1373), граф на Вернигероде, женен 1341/1342 г. за Елизабет (Лутруд)? фон Хонщайн-Херинген-Тона (* 1310/1315; † сл. 1347), дъщеря на граф Дитрих III фон Хонщайн-Клетенберг († 1329/1330)
- Албрехт († сл. 1325)
- Ода († сл. 1353), омъжена за Попо I граф фон Бланкенбург († сл. 1367), син на граф Хайнрих III фон Бланкенбург († сл. 1330)
- Лукард († сл. 1392), омъжена за граф Лудвиг I фон Вунсторф († сл. 1372), син на граф Йохан II фон Роден-Вунсторф († 1334)

Втори брак: на 2 април 1321 г. в Авиньон с графиня Хайлвиг фон Регенщайн († сл. 2 април 1321), дъщеря на граф Улрих III фон Регенщайн-Хаймбург († 1322/1323) и принцеса София фон Анхалт-Ашерслебен († сл. 1308). Бракът е бездетен.